# Boulifa
Si Amar U Saïd Boulifa (Adni, Cabilia, 1861 – Algeri, 8 giugno 1931) è stato un linguista, storico e letterato berbero con cittadinanza algerina.

## Biografia
Nacque da una famiglia modesta, di origini marabuttiche (da qui il titolo onorifico  "Si" che precede il suo nome), gli At Belqasem ou Amer (Boulifa è un cognome attribuito dai Francesi quando crearono uno stato civile in Algeria). Il padre si chiamava Saïd, e la madre Fatima Hadj-Ali. Figlio primogenito, ebbe due sorelle e due fratelli minori.
Orfano in giovane età, venne accolto da uno zio materno che lo mise a studiare in una delle prime scuole aperte dai Francesi in Cabilia, destinate alla formazione di "instituteurs" (maestri elementari), il massimo livello cui era permesso accedere agli studenti indigeni. Dopo gli studi a Tamazirt, in Cabilia (in cui nel 1886 prese a insegnare come "moniteur adjoint"), si perfezionò alla scuola normale di Bouzaréah, diventando "instituteur adjoint" nel 1896.
Nel frattempo, però Boulifa prese contatto con gli ambienti universitari, e cominciò la sua attività di lettore ("Répétiteur") di berbero, prima alla Scuola Normale (1890) e poi alla Facoltà di Lettere di Algeri (dal 1901). Nel 1904-5 partecipò alla "Missione Ségonzac" di esplorazione scientifica del Marocco (da cui ricavò un notevole gruppo di testi berberi del Marocco, che pubblicò pochi anni dopo), sulla quale scrisse un Journal de route di cui finora sono stati pubblicati solo degli stralci. Anche se non si possiedono documenti che lo provino con precisione, ad un certo punto deve essere passato al rango di professore nell'università di Algeri ("chargé de cours") prima del 1914. 
Nel 1929 andò in pensione, e si spense l'8 giugno 1931 ad Algeri, dove sarebbe stato sepolto.
Personalità molto vivace e aperta alla cultura europea, mantenne un forte legame con la propria lingua e cultura di origine, cui dedicò le prime opere importanti scritte da un "indigeno". Spirito laico e anticonformista, fu iscritto alla massoneria e sfidò le norme dei benpensanti sposando una donna francese.
Dal punto di vista scientifico, le sue opere sono molto importanti per diversi aspetti. 
Innanzitutto la ricchezza e la qualità dei materiali linguistici. I manuali che scrisse ad uso degli studenti di cabilo consistono spesso in raccolte di testi trascritti con grande accuratezza e in una lingua dal lessico ricchissimo e molto appropriato. In particolare il Corso di secondo anno è una grande e preziosa antologia di testi sia tradizionali, sia etnografici, che tramandano per esempio le descrizioni di giochi infantili (e di baby talk) ma anche poesie d'autore e popolari. 
Inoltre, a lui si deve la prima raccolta di poesie di Si Mohand, poeta che Boulifa conobbe personalmente e con cui poté controllare numerosi testi di poesie raccolte per tradizione orale. La sua Raccolta di poesie cabile è in gran parte consacrata a questo autore, e consta sostanzialmente in una prima parte di poesie "autentiche" e in una seconda parte di poesie anch'esse attribuite in gran parte a Si Mohand, ma probabilmente rielaborate da altri autori e quindi "di dubbia autenticità". 

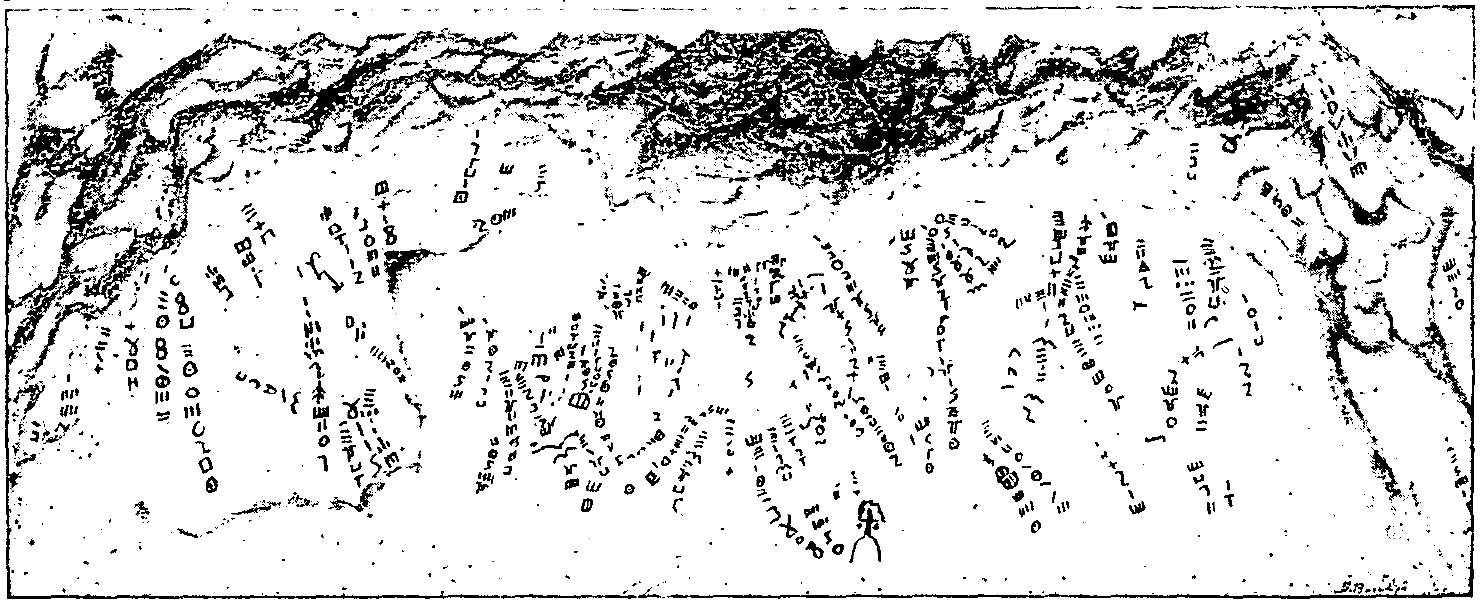
Panoramica delle iscrizioni libiche antiche scoperte da Boulifa nella grotta di Ifigha (Cabilia) e da lui pubblicate in Boulifa 1909

L'opera di Boulifa si volse anche agli studi epigrafici, e a lui si deve il merito della prima descrizione scientifica della ricca serie di iscrizioni in alfabeto libico ritrovate a Ifigha (Cabilia), che hanno permesso di ampliare di molto il corpus dei testi conosciuti. Più contestati dall'Accademia i suoi studi storici, in cui non riesce a celare una certa partigianeria per le vicissitudini del suo popolo, che lo porta a darne una descrizione non sempre imparziale. Anche qui, però, è incontestabile che molte delle informazioni che egli dà sulla storia della Cabilia, soprattutto riguardo all'epoca turca, sono preziose e provengono, quasi certamente, da fonti di prima mano oggi introvabili (probabilmente documenti conservati nelle fondazioni religiose).
Ancor oggi in Cabilia il suo nome è molto conosciuto, ed ogni ristampa delle sue opere viene rapidamente esaurita.

## Opere di Boulifa

### Lingua berbera
- Une première année de langue kabyle (dialecte zouaoua). A l'usage des candidats à la prime et au brevet de kabyle, Algeri 1897 (2. ed. 1910), 228 pp.
- Méthode de langue kabyle (cours de deuxième année), Algeri 1913, 544 pp.
- Textes berbères en dialectes de l'Atlas marocain, Parigi 1908, 388 pp.

### Letteratura berbera
- Recueil de poésies kabyles. Texte zouaoua traduit, annoté et précédé d'une étude sur la femme kabyle et d'une notice sur le chant kabyle (airs de musique),  Algeri 1904, 555 pp. (2. edizione Algeri-Parigi 1990)
- Manuscrits berbères du Maroc, in Journal Asiatique 10/6 (1905)[collegamento interrotto], pp. 333-362

### Archeologia
- L'Inscription d'Ifir'a, in Revue archéologique juillet-décembre 1909 (4e sér., t. XIV)[collegamento interrotto],  Paris, E. Leroux, pp. 387-415

### Storia
- Le Djurdjura à travers l'histoire depuis l'Antiquité jusqu'en 1830: organisation et indépendance des Zouaoua (Grande Kabylie),  Algeri 1925, 409 pp. Testo sul sito gallica.bnf.fr (rist. Algeri s.d., ISBN 978-9961-69-021-5)
- Le kanoun d'Adni, texte et traduction avec une notice historique, in Recueil de Mémoires et de textes, XIV e Congrès International des Orientalistes, Algeri 1905, pp. 15-27